# 東大路 (台中市)
東大路為臺灣臺中市中部科學園區臺中基地的重要聯外道路之一，跨西屯區、大雅區、沙鹿區三區；大致呈南北向，南起臺灣大道四段（東海大學校門口前），北至中清路，長約6985公尺。共分二段，中科路以南為東大路一段，以北為東大路二段。

## 歷史
- 2013年6月7日：整併清泉路、東海路核定生效。[1]
- 2013年9月25日：門牌整編生效。[2]

## 行經行政區域
- 西屯區
- 大雅區
- 沙鹿區

## 車道配置
- 臺灣大道─中科入口：雙向四車道
- 中科入口─中科路：
  - 快車道：雙向八車道
  - 慢車道：雙向二車道
  - 配置中央綠化安全島及快慢車道綠化分隔島
- 中科路─中清路：雙向四車道並設置綠化安全島

## 本道路客運
- 本表更新時間為2017年8月2日。

| 編號  | 業者     | 路線                             | 備註                                        |
| ----- | -------- | -------------------------------- | ------------------------------------------- |
| 45    | 仁友客運 | 中科管理局－第一廣場－中科管理局 | 為單循環路線，第一廣場端無發車時刻          |
| 68    | 巨業交通 | 東海別墅－中臺科技大學           | 部分班次平日繞駛至國安國小                  |
| 68延  | 巨業交通 | 鹿寮國中－中臺科技大學           | 部分班次平日繞駛至國安國小                  |
| 69    | 台中客運 | 龍潭里－臺中航空站               |                                             |
| 75    | 統聯客運 | 臺中榮總－一江橋                 |                                             |
| 75區2 | 統聯客運 | 臺中火車站→臺中榮總              | 單向行駛，往臺中榮總方向 例假日及寒暑假停駛 |
| 98    | 東南客運 | 神岡新庄－普濟寺                   |                                             |
| 98繞  | 東南客運 | 神岡新庄－大華國中－普濟寺         | 例假日及非寒暑假輔導課日停駛                |
| 161   | 和欣客運 | 高鐵臺中站－中科管理局           |                                             |
| 220   | 豐原客運 | 豐原東站－臺中榮總               |                                             |
| 220繞 | 豐原客運 | 豐原東站－大華國中－臺中榮總     | 例假日及非寒暑假輔導課日停駛                |
| 354   | 四方客運 | 東海路思義教堂－僑光科技大學     |                                             |
| 356   | 捷順交通 | 國安社區(宜寧中學)-大慶火車站    |                                             |

## 沿線設施
（由南到北）
一段
- 東海大學

臺灣大道四段（台灣大道幹線公車榮總／東海大學站）
- 台中榮民總醫院
- 瑞聯天地

福科路
- 台中榮民總醫院精神院區
- 台中榮民總醫院宿舍區

西屯路三段
- 國安國宅
- 臺中市私立宜寧高級中學
- 臺中市西屯區國安國民小學
- 慈濟功德會東大園區
- 中部科學園區台中基地
  - 東大公園（台電、7號滯洪池）
  - 逢甲大學中科校區
  - 中興大學中科研發創業育成中心 （页面存档备份，存于）
  - 巨大機械工業股份有限公司(997號、999號)
  - 中科3號水塔

科園路
- - 內政部警政署保安警察第二總隊第三大隊－第二中隊（中科警察隊）
  - 友達光電台中園區廠

新科路
- - 中科五期（原中華民國陸軍大肚彈藥分庫，台積電十五B廠、巨大集團全球營運總部、自行車文化探索館等）

中科路
二段
- 台積電十五A廠、封測五廠
- 台中高爾夫球場

月祥路
- 陸軍清泉崗營區
- 冠騰倉儲公司（萊爾富中區物流中心）
- 大度山寶塔
- 喬山健康科技總公司

中清路五、六段
- 空軍清泉崗基地公明營門